# Victoria Heighway
Victoria Heighway (Auckland, 28 novembre 1980) è un'ex rugbista a 15 e dirigente d'azienda neozelandese, per dieci anni terza linea ala delle Black Ferns con cui vinse tre Coppe del Mondo; dalla fine dell'attività agonistica lavora in Australia nel ramo delle costruzioni.

## Biografia
Nel rugby fin dai suoi 16 anni, età in cui entrò nel Marist Old Boys di Auckland, debuttò per la sua squadra provinciale nel campionato 1997 e si mise in luce per la selezione nazionale, per cui fu convocata nel 1999 ma senza riuscire a esordire a causa di un infortunio.
Debuttò quindi con le Black Ferns nel settembre 2000 in Canada e fece parte della squadra che vinse nel 2002 la Coppa del Mondo.
Laureatasi in scienze motorie e sportive all'università di Auckland, sviluppò interessi anche nel campo del design e dell'architettura, impiegandosi nel ramo delle costruzioni.
Compì anche studi postuniversitari in scienze cognitive e riabilitazione cardiaca.
Vittoriosa alla Coppa del Mondo 2006, fu nominata capitano delle Black Ferns nel 2009 in occasione di un tour in Inghilterra; ricoprì lo stesso ruolo anche alla Coppa del Mondo 2010 in Inghilterra, in cui si laureò campione per la terza volta consecutiva.
Dopo la vittoria mondiale si ritirò dall'attività agonistica per intraprendere la carriera imprenditoriale nel ramo edile a Sydney in Australia.

## Palmarès
- Coppe del mondo: 3
Nuova Zelanda: 2002, 2006, 2010